# NGC 934
NGC 934 est une vaste galaxie lenticulaire située dans la constellation de la Baleine. NGC 934 a été découverte par l'astronome allemand Wilhelm Tempel en 1876.

## Caractéristiques
Sa vitesse par rapport au fond diffus cosmologique est de 6 066 ± 17 km/s, ce qui correspond à une distance de Hubble de 89,5 ± 6,3 Mpc (∼292 millions d'al).
À ce jour, une mesure non basée sur le décalage vers le rouge (redshift) donne une distance d'environ 96,300 Mpc (∼314 millions d'al). Cette valeur est tout juste à l'extérieur des valeurs de la distance de Hubble. Notons cependant que c'est avec la valeur moyenne des mesures indépendantes, lorsqu'elles existent, que la base de données NASA/IPAC calcule le diamètre d'une galaxie et qu'en conséquence le diamètre de NGC 934 pourrait être d'environ 46,8 kpc (∼153 000 al) si on utilisait la distance de Hubble pour le calculer.

## Paire de galaxies
Les galaxies NGC 926 et NGC 934 sont dans la même région du ciel et selon l'étude réalisée par Abraham Mahtessian, elles forment une paire de galaxies.